# Fosse des Mariannes
Cet article possède un paronyme, voir Fosses mariennes.
Pour les articles homonymes, voir Marianne (homonymie).

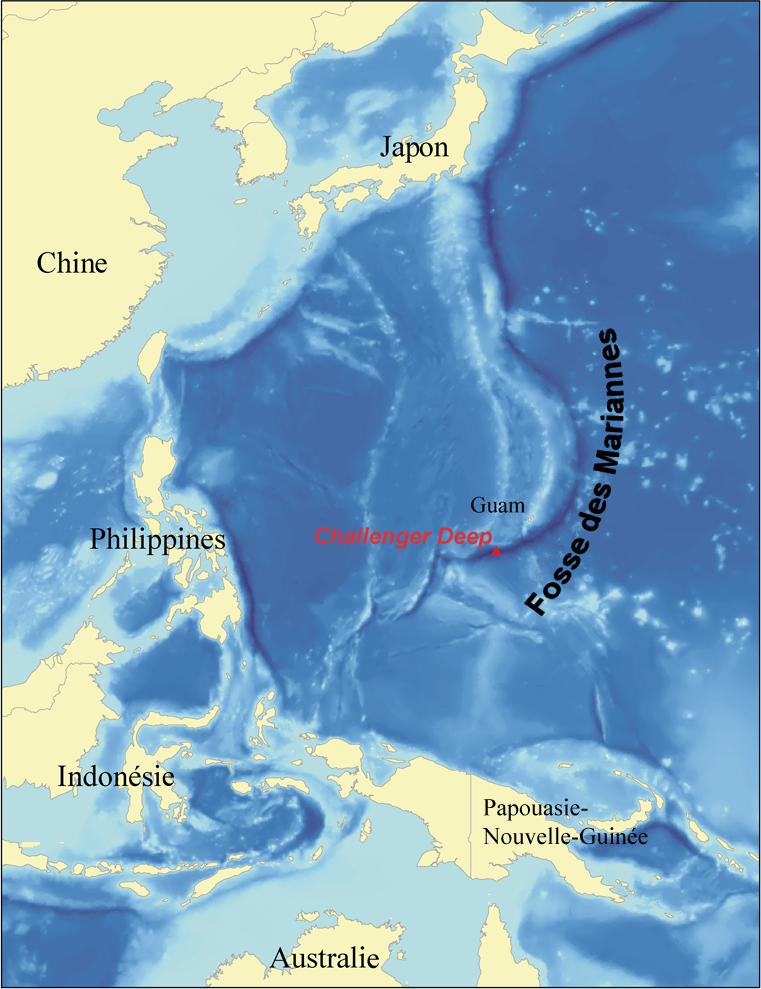
La fosse des Mariannes, dans le Pacifique nord-ouest, avec localisation de Challenger Deep, dans la partie sud de la fosse.

La fosse des Mariannes est la fosse océanique la plus profonde connue à ce jour, c'est en conséquence l'endroit le plus profond de la croûte terrestre. Elle est située dans la partie ouest-nord-ouest de l'océan Pacifique, environ 200 km à l'est des îles Mariannes, aux coordonnées 11° 19′ 48″ N, 142° 11′ 57″ E (coordonnées de l'endroit le plus profond), à proximité de l'île de Guam. L'ensemble de la fosse a une forme de croissant orientée nord-sud, mesurant environ 2 550 km de long et 70 km de large. Le point le plus bas connu, baptisé Challenger Deep, a une profondeur, selon les derniers relevés en 2010, de 10 984 ± 25 m ; géographiquement, Challenger Deep se trouve dans la partie sud de l'ensemble. Des organismes dits « piézophiles » y vivent, malgré des pressions gigantesques atteignant l'équivalent de 1 100 at (pression environ mille soixante-six fois plus forte que la pression atmosphérique au niveau de la mer).
Le Suisse Jacques Piccard et l'Américain Don Walsh sont les premiers hommes à être descendus à de telles profondeurs en 1960 (à quelques dizaines de mètres près en ce qui concerne la profondeur — 10 916 m — et dans Challenger Deep), grâce au bathyscaphe Trieste, engin déjà détenteur de records de plongée et qui avait été conçu une dizaine d'années plus tôt par Auguste Piccard, le père de Jacques, que ce dernier avait aidé dans la tâche de construction.

## Origine et contexte tectonique

La fosse se situe sur une frontière de plaques tectoniques, dans une zone de subduction où la plaque pacifique passe sous la plaque philippine. Il s'agit d'une fosse engendrée par subduction spontanée en domaine océanique : la subduction océan-océan est couplée à un bassin arrière-arc en extension.
Elle se poursuit au nord sous le nom de fosse d'Izu-Ogasawara le long de l'archipel Nanpō, soit l'archipel d'Izu et l'archipel Ogasawara (aussi appelé « îles Bonin »), avec laquelle elle forme l'arc Izu-Bonin-Mariannes (en).

## Mesures
La fosse des Mariannes a été découverte en 1875, durant l'expédition du Challenger, qui a été la première campagne océanographique, menée à bord du navire de la Royal Navy le HMS Challenger (cinquième du nom). Cette expédition a permis de constituer la toute première carte mondiale des fonds marins. Pendant quatre ans, le challenger sillonne les océans, 120 000 km ont été parcourus. Tous les 220 km, les navigateurs utilisent au total 420 km de corde, qui était à l'époque le seul moyen de calculer la profondeur des fonds marins. Des profondeurs de plus de 8 000 m furent alors enregistrées.
La fosse a été étudiée pour la première fois lors d'une expédition dirigée par Thomas Frohock Gaskell, dans son intégralité en 1951 par le HMS Challenger (7e du nom), qui a donné son nom au point le plus bas de la fosse, Challenger Deep. Sa profondeur a été mesurée par écho sondage, qui a donné comme résultat 10 900 m aux coordonnées 11° 19′ N, 142° 15′ E. En raison de l'extrême profondeur et des différentes thermoclines traversées par le signal sonore, perturbant ainsi la précision du relevé, les responsables de la Royal Navy ont préféré être prudents lors de leur communiqué officiel, en déclarant la profondeur de 11 km.
En 1957, le vaisseau de l'Union soviétique Vityaz annonce que la profondeur maximale de la fosse est de 11 034 m. Ce nouveau fond, surnommé Mariana Hollow, n'a jamais pu être détecté à nouveau et ne peut donc être considéré comme exact. En 1962, le Spencer F. Baird enregistre 10 915 m comme profondeur maximale, suivi en 1984 par des Japonais à bord du Takuyo, qui relèvent une profondeur de 10 924 m. Le 24 mars 1995, la sonde sous-marine japonaise Kaikō relève une profondeur de 10 911 m. Le 31 mai 2009, le ROV Nereus atteint une profondeur d’environ 10 902 m. La même année, le sondeur bathymétrique multifaisceau monté sur le navire Kilo Moana enregistre une profondeur de 10 971 m.
En 2014, une méta-analyse retient la profondeur maximale de 10 984 ± 25 m.

## Explorations

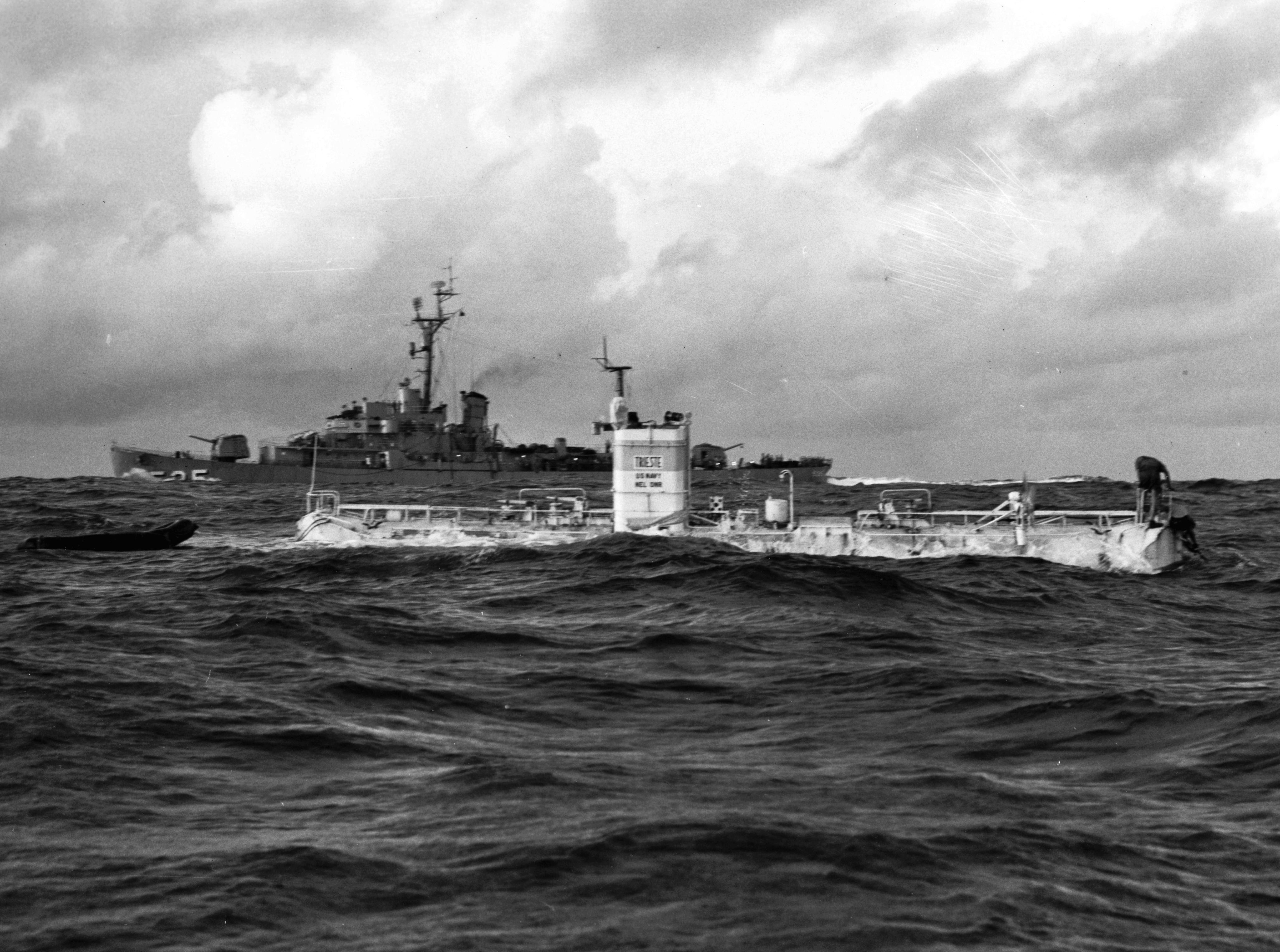
Le Trieste, au-dessus de la fosse des Mariannes, le 23 janvier 1960.

Le 23 janvier 1960, à bord du bathyscaphe Trieste, le Suisse Jacques Piccard, fils d'Auguste Piccard (inventeur du bathyscaphe) et le lieutenant de l'US Navy Don Walsh, atteignent le fond de la fosse à 13 h 6, après une descente de 4 h 30. Les instruments de bord indiquent une profondeur de 11 521 m, valeur qui est par la suite revue à la baisse à 10 916 m. À cette profondeur, où la pression est extrême, les deux hommes sont surpris de découvrir, au milieu du disque de lumière dessiné par leurs projecteurs, plusieurs organismes vivants (dont un poisson abyssal ressemblant à une sole d'environ 45 cm).
En ce qui concerne la pression exercée par la masse d'eau au-dessus, les instruments relèvent 1 086 bar, soit plus de mille fois la pression existante au niveau de la mer.
En 2010, une plongée en véhicule habité dans la fosse vaut au copilote Don Walsh la médaille Hubbard, le plus grand honneur décerné par la National Geographic Society dans le domaine de la recherche et de la découverte.
Le 25 mars 2012, le réalisateur James Cameron est devenu le premier homme à explorer seul la fosse des Mariannes, pendant plusieurs heures, à une profondeur de 10 898 m. Âgé de 57 ans, il a plongé seul à bord d'un mini sous-marin de 8 m de long, le Deepsea Challenger, aussi surnommé « la torpille verticale ». L'appareil, qui a nécessité huit années de recherches, a été conçu pour descendre à la vitesse de 150 m/min (soit 9 km/h). Il lui a fallu 2 h et 36 min pour la descente. La remontée, plus rapide que prévu, a pris 70 min. L'expédition a fait l'objet d'un documentaire en 3D, Deepsea Challenge 3D, l'aventure d'une vie, diffusé en salles et sur la chaîne de télévision de National Geographic, publié également dans le magazine et servant de support à des programmes éducatifs.
En mai 2019, l'entrepreneur américain Victor Vescovo plonge dans la fosse et atteint 10 928 m, battant le record de la plongée la plus profonde en présence de Don Walsh, son précédent détenteur.
Le 10 novembre 2020, le submersible Fendouzhe, « combattant » en chinois, est descendu par la Chine jusqu'au fond de la fosse à 10 909 m avec trois scientifiques à son bord. Pour la première fois, des vidéos sont alors retransmises en direct à la télévision centrale de Chine. En plus des images, le but de cette mission consiste à collecter des échantillons biologiques par un bras robotique ainsi que de cartographier par sonar le fond de la fosse.

## Filmographie
- 2003 :  Fusion de Jon Amiel
- 2018 : En eaux troubles de Jon Turteltaub
- 2020 : Underwater de William Eubank